# Kardynałowie z nominacji antypapieża Mikołaja V
Antypapież Mikołaj V w ciągu swego krótkiego pontyfikatu (1328–1330) mianował co najmniej 9 kardynałów. Kardynałowie ci zostali ekskomunikowani przez prawowitego papieża Jana XXII i utracili swoje godności wraz z upadkiem Mikołaja V (niektórzy zrezygnowali z nich już wcześniej). Z uwagi na nielegalność pontyfikatu Mikołaja V są oni czasem określani mianem "pseudokardynałów" lub "antykardynałów".

## 15 maja 1328
1. Giacomo Alberti, biskup Castello – kardynał biskup Ostia e Velletri, zm. po 1335.
2. Franz OSB, opat [?] – kardynał biskup Albano, zm. przed 2 września 1328
3. Bonifazio Donoratico OP, biskup Chiron – kardynał biskup bez tytułu[1], zm. 1333
4. Nicola Fabriani OESA – kardynał prezbiter S. Eusebio, następnie kardynał biskup Albano (wrzesień 1328), zm. po 1333
5. Pietro Enrici –  kardynał prezbiter S. Pietro in Vincoli, zm. po 25 sierpnia 1330
6. Giovanni Arlotti, kanonik bazyliki watykańskiej – kardynał diakon S. Nicola in Carcere, zm. po 26 kwietnia 1329

## Nominacje pod koniec 1328
1. Paolo da Viterbo OFM – kardynał biskup Tusculum (?), zm. po 1331
2. Pandolfo Capocci, biskup Viterbo – kardynał biskup Porto e S. Rufina, zm. 1354

## 19 stycznia 1329
1. Giovanni Visconti –  kardynał diakon S. Eustachio; zrezygnował 15 września 1329, zm. 5 października 1354